# Vouneuil-sous-Biard
Vouneuil-sous-Biard település Franciaországban, Vienne megyében. Lakosainak száma 6245 fő (2022. január 1.). Vouneuil-sous-Biard Béruges, Biard, Fontaine-le-Comte, Migné-Auxances, Poitiers és Quinçay községekkel határos.

## Népesség
A település népessége az elmúlt években az alábbi módon változott:
| Lakosok száma | 5424 | 5666 | 5944 | 5896 | 5978 | 6060 | 6142 | 6210 | 6245 |
|               | 2013 | 2015 | 2016 | 2017 | 2018 | 2019 | 2020 | 2021 | 2022 |